# Friedrich Mennecke
Friedrich Wilhelm Heinrich Mennecke, född 6 oktober 1904 i Groß-Freden, död 28 januari 1947 i Butzbach, var en tysk SS-läkare och Hauptsturmführer. Han var delaktig i Aktion T4, barneutanasiprogrammet samt Aktion 14f13. Inom Aktion T4 var Mennecke Gutachter ("expert"), vilket innebar att han avgjorde vilka av de psykiskt och fysiskt funktionshindrade som skulle dödas.
Den 21 december 1946 dömde Landgericht Frankfurt am Main Mennecke till döden. En dryg månad därefter, den 28 januari 1947, påträffades Mennecke död i sin cell i fängelset i Butzbach. Förmodligen dog han av tuberkulos, men självmord kunde inte uteslutas.